# Gianna Terzi
Gianna Terzi (græsk: Γιάννα Τερζή; født 1. december 1980) er en græsk sanger og sangskriver, som repræsenterede Grækenland ved Eurovision Song Contest 2018 med "Oniro mou". hun kom på 14. plads i første semifinale, og derfor kvalificerede hun sig ikke til finalen.